# Márkus Éva
Márkus Éva (Debrecen, 1920. április 8. – 2012. július 20.) Balázs Béla-díjas magyar szinkronrendező. Kb. 170 film szinkronrendezője volt.

## Életpályája
Szülei: Márkus Károly (1897–1970) földbirtokos és Lakatos Klára voltak. 1945–1949 között a Pázmány Péter Tudományegyetem és a Színház- és Filmművészeti Főiskola hallgatója volt. 1949–1951 között az Ifjúsági Színház, 1951–1952 között a Budapesti Operettszínház  rendezőjeként dolgozott. 1952–1985 között a Pannónia Filmstúdió szinkronrendezője volt, közben 1962-től a Magyar Rádióban is rendezett. 1987-től a Magyar Tudományos Akadémia kísérleti stúdiójában működő Rexfilm, 1998-tól a Duna Televízió szinkronrendezőjeként működött.

## Magánélete
1950-ben házasságot kötött Karcsai Kulcsár István író, rendező, szerkesztővel. Egy lányuk született: Mária (1954).

## Színházi rendezései
A Színházi Adattárban regisztrált bemutatóinak száma: 4.
- Szimonov: Legény a talpán (1950)
- Sólyom László: Értünk harcoltak (1950)
- Szurov: Sérelem (1951)
- Kerekes János: Állami áruház (1952)

## Filmjei
Az első évszám az eredeti film éve, a második évszám pedig a szinkronizálás éve
- Bel Ami (1939) (1965)
- Óz, a csodák csodája (1939) (1960)
- Pinokkió (1940) (1962)
- A szerelem kikötője (1942) (1977)
- Gázláng (1944) (1978)
- Rémület a színpadon (1950) (1969)
- Királylány a feleségem (1952) (1969)
- Kenyér, szerelem, fantázia (1953) (1965, 1978)
- Kenyér, szerelem, féltékenység (1954) (1978)
- Édentől keletre (1955) (1971)
- Fogjunk tolvajt! (1955) (1982)
- A kulmi ökör (1955) (1955)
- Papa, mama, a feleségem meg én (1955) (1964)
- Elárult szerelem (1956) (1956)
- Én és a tábornok (1958) (1965)
- Feltámadás (1958) (1961)
- Három idegen Rómában (1958) (1963)
- Idegen gyermekek (1958) (1960)
- Kenyér, szerelem, Andalúzia (1958) (1978)
- A nagy családok (1958) (1960)
- Fehér éjszakák (1959) (1961)
- Fehér vér (1959) (1960)
- Meghasonlás (1959) (1960)
- Tűz a Dunán (1959) (1960)
- A búcsú (1960) (1961)
- A láp kutyája (1960) (1961)
- Mindenki haza (1960) (1982)
- A szép Antonio (1960) (1978)
- Az éjszaka (1961) (1970)
- Altona foglyai (1962) (1964, 1975)
- Lázadás a Bountyn (1962) (1979)
- Méhkirálynő (1963) (1979)
- Rózsaszín párduc (1963) (1977)
- Tom Jones (1963) (1966, 1976)
- Melyik úton járjak? (1964) (1975)
- Az aztékok kincse (1965) (1972)
- Egy férfi és egy nő (1966) (1967)
- A dzsungel könyve (1967) (1978)
- Rómeó és Júlia (1968) (1981)
- A kaktusz virága (1969) (1971)
- Száguldás a semmibe (1971) (1980)
- Tehetségek és hódolók (1973) (1977)
- A kék madár (1976) (1978)
- Csillagok háborúja (1977) (1984)
- Manhattan (1979) (1980)
- A túlélés ára (1980) (1981)
- Egy zsaru bőréért (1981) (1982)
- Az embervadász (1986) (1988)
- Aki legyőzte Al Caponét (1987) (1989)